# Acidiella diversa
Acidiella diversa är en tvåvingeart som beskrevs av Ito 1952. Acidiella diversa ingår i släktet Acidiella och familjen borrflugor. Inga underarter finns listade i Catalogue of Life.